# Список муніципалітетів провінції Барлетта-Андрія-Трані
Нижче наведено список 10 муніципалітетів провінції Барлетта-Андрія-Трані. Населення станом на 31 грудня 2009 року.

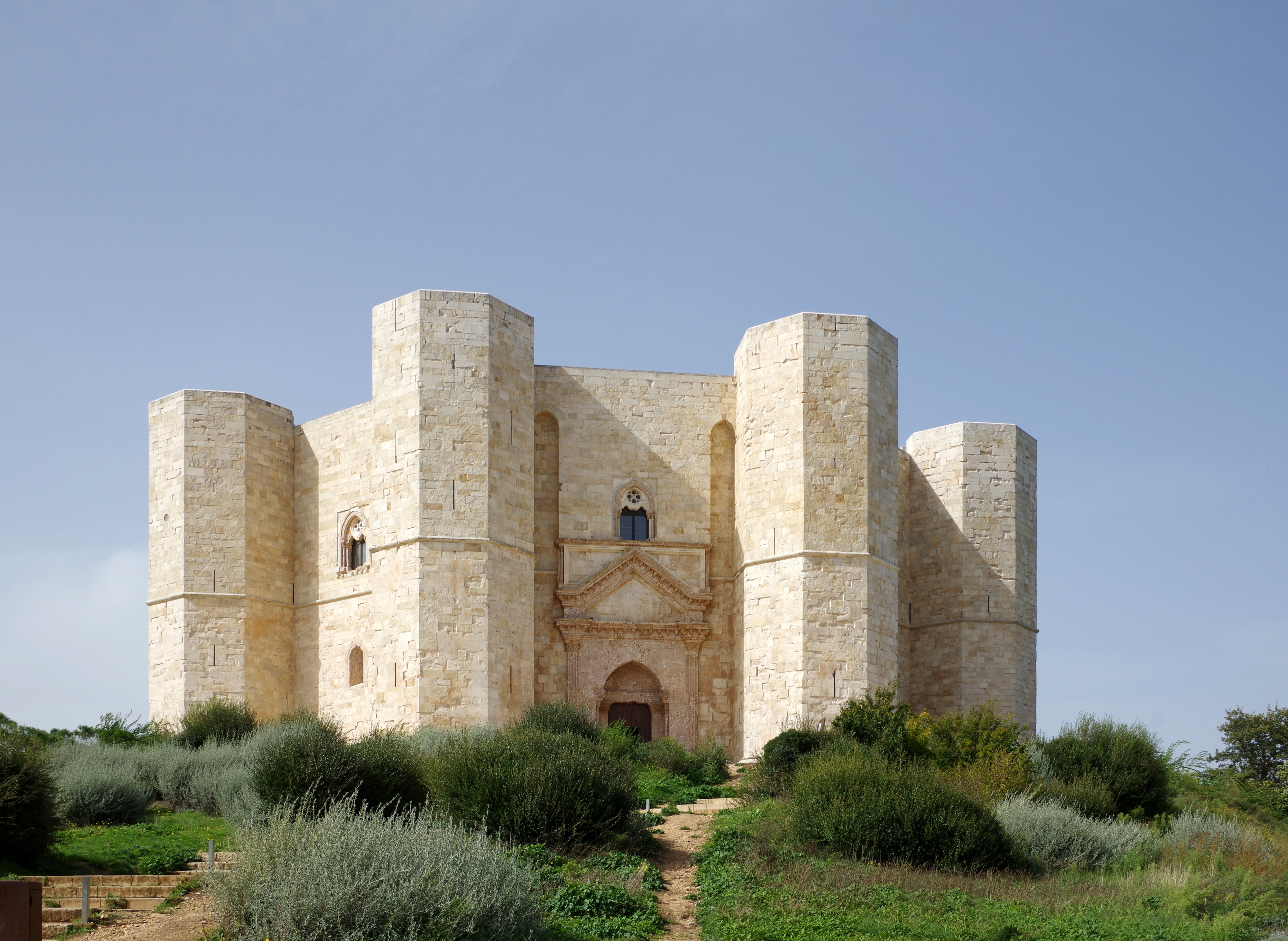
Андрія

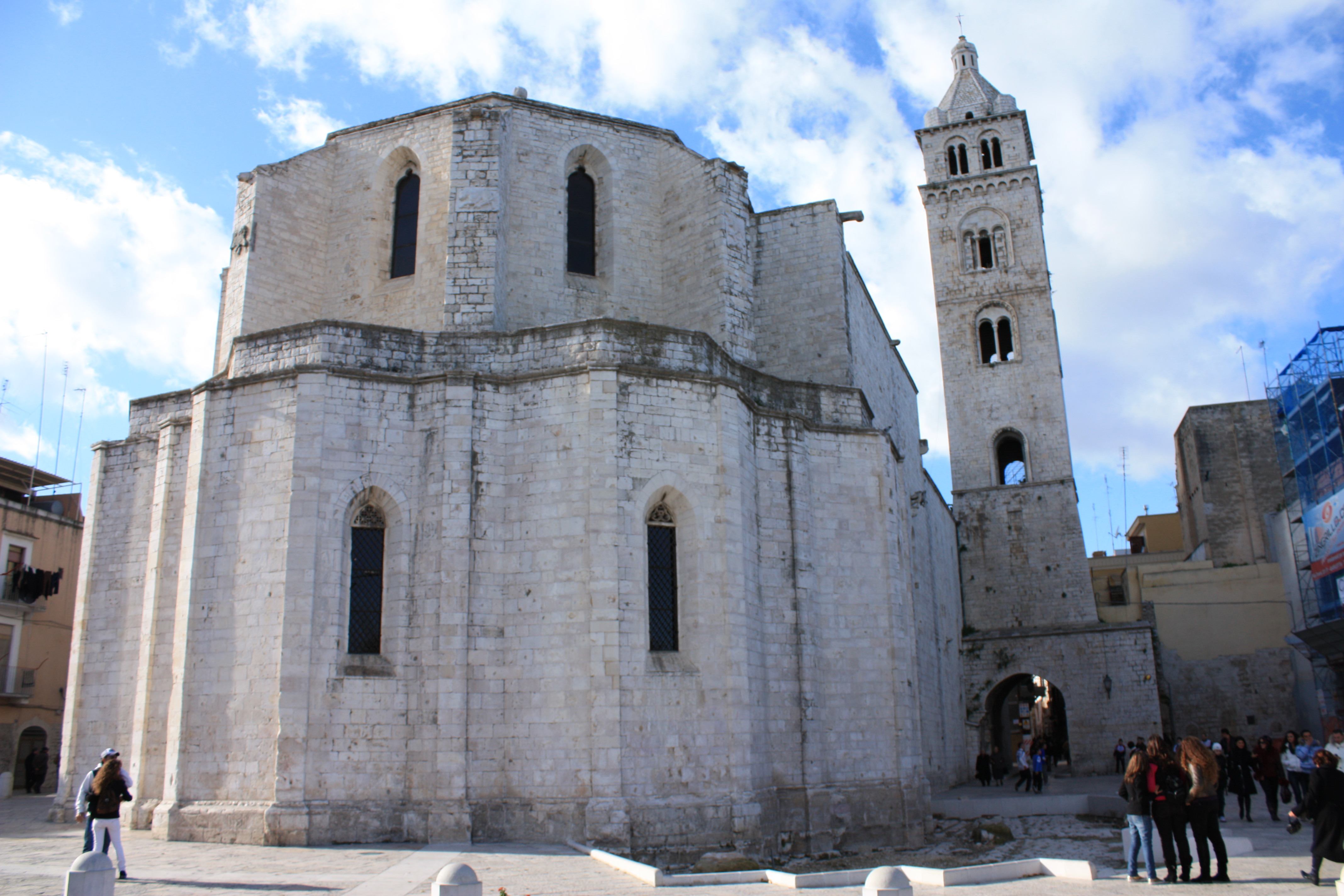
Барлетта

| Назва                   | Італійська назва         | Код ISTAT | Поштовий індекс | Населення | Площа (км²) |
| ----------------------- | ------------------------ | --------- | --------------- | --------- | ----------- |
| Андрія                  | Andria                   | 072005    | 70031           | 99 512    | 407,86      |
| Барлетта                | Barletta                 | 072007    | 70051           | 94 089    | 146,91      |
| Бішельє                 | Bisceglie                | 072009    | 70052           | 54 527    | 68          |
| Каноза-ді-Пулья         | Canosa di Puglia         | 072013    | 70053           | 31 075    | 149,53      |
| Маргерита-ді-Савоя      | Margherita di Savoia     | 071030    | 71044           | 12 550    | 36,35       |
| Мінервіно-Мурдже        | Minervino Murge          | 072026    | 70055           | 9625      | 255,38      |
| Сан-Фердінандо-ді-Пулья | San Ferdinando di Puglia | 071045    | 71046           | 14 822    | 41,82       |
| Спінаццола              | Spinazzola               | 072042    | 70058           | 6949      | 182         |
| Трані                   | Trani                    | 072045    | 70059           | 53 855    | 102,08      |
| Тринітаполі             | Trinitapoli              | 071057    | 71049           | 14 502    | 147,62      |

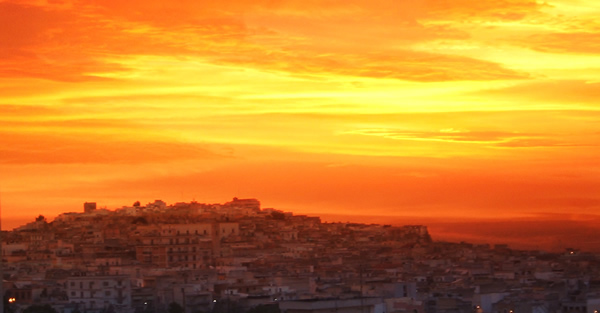
Каноза-ді-Пулья
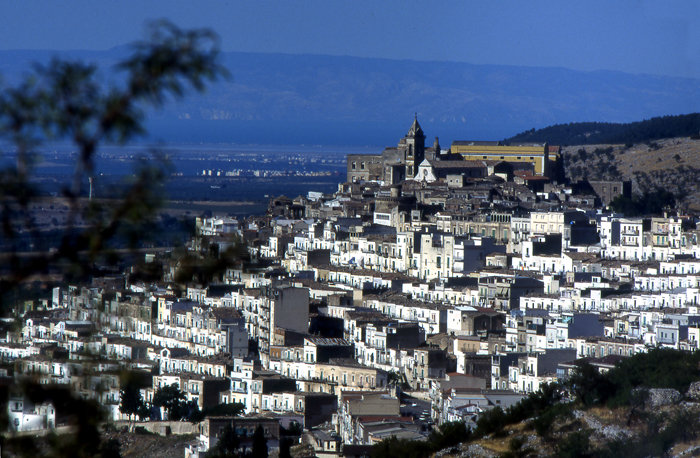
Мінервіно-Мурдже
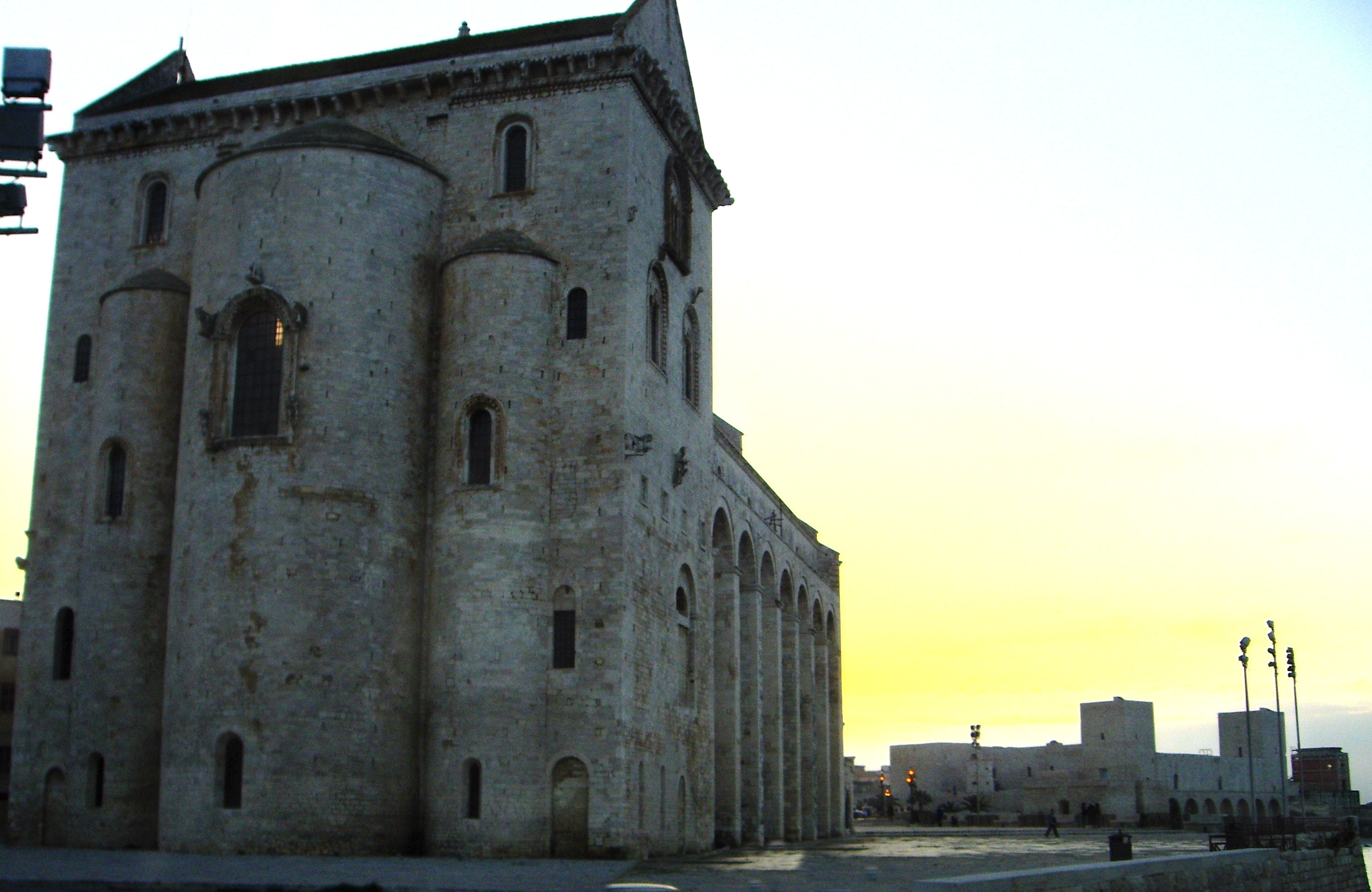
Трані